# 한순철
한순철(韓淳哲, 1984년 12월 30일~)은 대한민국의 권투 선수이다. 2012년 하계 올림픽 남자 라이트급(60kg)에서 은메달을 획득하였다.

## 생애
강원도 속초시 출신으로, 속초 설악중학교 때 복싱을 시작했다. 이후 속초고등학교를 졸업했다.
2006년 도하 아시안 게임 밴텀급에 참가, 필리핀의 호안 티폰의 뒤를 이어 은메달을 획득했다. 2008년에는 중국 베이징에서 열린 2008년 하계 올림픽 밴텀급에 출전하였으나, 16강에서 베네수엘라의 엑토르 만사니야에게 패해 탈락했다. 2010년 중국 광저우에서 열린 2010년 아시안 게임에서 동메달을 획득했다. 
2012년 영국 런던에서 열린 2012년 하계 올림픽에서 우크라이나의 바실 로마첸코의 뒤를 이어 은메달을 획득했다.
2014년 아시안 게임 복싱 8강전에서 탈락한 후 태극마크를 반납했다. 이후에는 2024년 하계 올림픽에 참가한 권투선수 임애지를 지도하며 대한민국 최초의 올림픽 여자 복싱 메달을 이끌었다.